# Smiltene
Smiltene er beliggende i Valkas distrikt i det nordlige Letland og fik byrettigheder i 1920. En smalsporet jernbane fører gennem byen og forbinder Gulbene med Alūksne. Før Letlands selvstændighed i 1918 var byen også kendt på sit tyske navn Smilten.

## Kendte bysbørn
- Dainis Ozols – cykelrytter
- Dzidra Uztupe-Karamiševa – basketballspiller